# Oudtestamentisch Werkgezelschap
Het Oudtestamentisch Werkgezelschap in Nederland en België is een non-profitorganisatie van Nederlands sprekende academici en academisch geschoolden, die als doel heeft de bevordering van de wetenschappelijke studie van het Oude Testament en zijn Oudoosterse context.

## Ontstaan
Het OTW werd op 1 juni 1939 opgericht te Leiden door prof. dr. P.A.H. de Boer en (latere hoogleraar) dr. Th.C. Vriezen als Het Oudtestamentisch Werkgezelschap in Nederland. In 1993 is de naam uitgebreid tot Het Oudtestamentisch Werkgezelschap in Nederland en België. Het gezelschap kwam voor het eerst bijeen op 4 januari 1940 ten huize van De Boer, daartoe samengeroepen door De Boer, mede namens Vriezen (zie: P.A.H. de Boer, Kaf-He: Jubileumbundel 1940-1965, Oudtestamentische Studiën 14, Leiden 1965, pp. vii-viii). Op die eerste bijeenkomst waren aanwezig de heren B.D. Eerdmans, G.J. Thierry, C. van Arendonk, J. de Groot, A. de Buck, J. Simons S.J., M. David, B. Alfrink en M.A. Beek. De afgelopen jaren telde het OTW ongeveer 90 leden en 20 oud-leden, de meesten woonachtig en werkzaam in Nederland en België, een enkeling in Duitsland, Frankrijk, Engeland, Amerika en Indonesië.

## Bestuur en leden
Het bestuur van het OTW bestaat uit een voorzitter en een secretaris, en heeft drie jaar zitting. Het bestuur voor de periode 2014-2016 wordt gevormd door dr. Klaas Spronk, hoogleraar Oude Testament (voorzitter) en dr. Paul Sanders, universitair docent Oude Testament (secretaris), beiden verbonden aan de Protestantse Theologische Universiteit Amsterdam. In de periode 2017-2019 was prof. dr. Jacques van Ruiten (Rijksuniversiteit Groningen) voorzitter en dr. Koert van Bekkum (Evangelische Theologische Faculteit Leuven en Theologische Universiteit Kampen) secretaris. Leden zijn zij die gepromoveerd zijn op het terrein van de bestudering van het Oude Testament (=Hebreeuwse Bijbel), de Semitische talen en de literatuur, religie, geschiedenis, archeologie en sociologie van het oude Nabije Oosten. Een lid van het OTW dient nog steeds werkzaam te zijn op het brede vakgebied van het Oude Testament, en bereid te zijn om periodiek een bijdrage te leveren aan de bijeenkomsten van het gezelschap.

## Doelstellingen
Het OTW heeft drie doelstellingen:
- bevordering van de bestudering van het Oude Testament
- bevordering van wetenschappelijke publicaties over het Oude Testament
- bevordering van het contact van Nederlandse en Belgische Oudtestamentici met vakgenoten in het buitenland

Jaarlijks worden drie vergaderingen gehouden, waarop enkele leden een wetenschappelijke lezing houden op het gebied van het Oude Testament. Een keer per drie jaar vindt een Joint Meeting plaats van het OTW en de Engelse zustergemeenschap Society of Old Testament Studies (SOTS), afwisselend gehouden in Nederland en Groot-Brittannië. In 1999 werd de eerste Joint Meeting met die Die Ou-Testamentiese Werkgemeenskap van Suid-Afrika (OTWSA) gehouden, de tweede gezamenlijke vergadering was in augustus 2007.

## Oudtestamentische Studiën
Sinds 1942 wordt namens het OTW de serie Oudtestamentische Studiën uitgegeven. De delen zijn in het algemeen geschreven en samengesteld door Oudtestamentici uit Nederland of België en bevatten dissertaties, congresbundels en monografieën. Sedert 2015 is dr. Hans Ausloos, hoogleraar Oude Testament aan de Université catholique de Louvain, hoofdredacteur van de serie. De serie wordt uitgegeven door uitgeverij Brill te Leiden.